# T.M. Stevens
Pour les articles homonymes, voir Stevens.

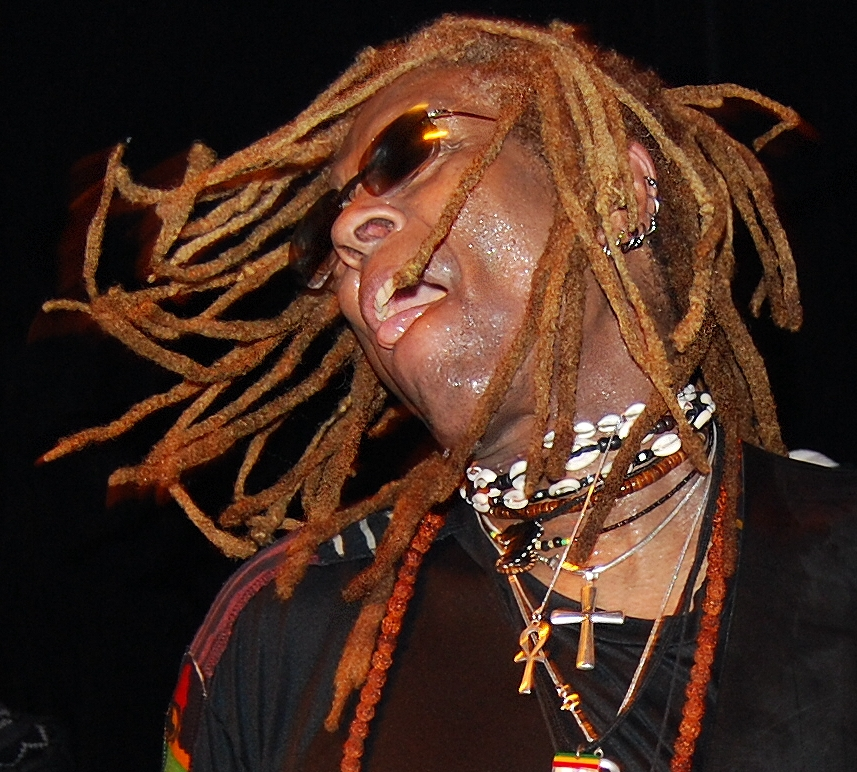
T.M. Stevens

T.M. Stevens (Thomas Michael Stevens), né le 28 juillet 1951 à New York et mort le 10 mars 2024, est un bassiste américain.

## Biographie
T.M. Stevens est un bassiste à l'aise autant dans le funk, la pop, le jazz et le rock. Il enregistre avec un grand nombre d'artistes à la réputation internationale : James Brown, (album Living In America), The Pretenders, Norman Connors, Tina Turner, Narada Michael Walden, Joe Cocker, Cyndi Lauper, Steve Vai, Victor Wooten ou encore Bernie Worrell.
Il participe également au groupe du guitariste John McLaughlin (The One Truth Band). Il enregistre même avec Miles Davis le 2 mars 1978 en compagnie de Larry Coryell, Al Foster et Masabumi Kikuchi (ces sessions restent inédites).
Mais c’est avant tout un artiste solo. Il mélange le groove du funk et de la soul avec l’énergie et la hargne du hard rock. Si sa virtuosité à la basse n’est plus à démontrer, il ne faut pas passer à côté de ses qualités de chanteur et de frontman qui font des spectacles de T.M. Stevens une fiesta fusion tout public.
T.M. Stevens qualifie lui-même sa musique de heavy metal funk en référence aux mélodies, le côté funk du rythme et la lourdeur du son à travers l’utilisation d’instruments ou d’effets extrêmes.
Il meurt le 10 mars 2024.

## Discographie
- 2007 : Africans In The Snow
- 2002 : Shocka Zooloo
- 2000 : Limousine Drive
- 1999 : Radioactive
- 1997 : Black Night- Deep Purple Tribute According to New York
- 1996 : Ground Zero maxi-single 8 titres
- 1996 : Only You maxi-single 4 titres
- 1996 : Sticky Wicked
- 1995 : Boom

## Collaborations avec d'autres artistes
- 2008 - Temple Of Soul - Brothers in Arms
- 2008 - The Headhunters - On Top - Live In Europe
- 2008 - Swans In Flight - Swans In Flight
- 2005 - Travers & Appice - Live at the House of Blues
- 2004 - Travers & Appice - It takes a lot of balls
- 2004 - Victor Wooten - Soul Circus
- 2004 - Aina - Days of Rising Doom: The Metal Opera
- 2004 - Mindi Abair - Come as you are
- 2002 - 03 - 03
- 2002 - Jeff Pitchell and Texas Flood - Heavy Hitter
- 2001 - Syleena Johnson - Chapter 1: Love, Pain & Forgiveness
- 2000 - Steve Vai - The 7th Song: Enchanting Guitar Melodies - Archive
- 2000 - 2Pac - The Rose That Grew from Concrete
- 2000 - James Brown - Best of
- 1999 - Illegal Aliens - International Telephone
- 1999 - Bernie Worrell - Da Bomb
- 1999 - Nona Hendryx - Transformation: The Best of Nona Hendrix
- 1999 - Mark Whitfield - Take the Ride
- 1998 - Angelique Kidjo - Oremi + We Are One
- 1998 - JK - What's the Word
- 1998 - Stacy Lattisaw - Very Best of Stacy Lattisaw* 1997 - Nicklebag - Mas Feedback
- 1997 - Billy Joel - Complete Hits Collection 1974-1997
- 1997 - Cissy Houston - He Leadeth Me
- 1996 - Mick Taylor - Shadow man
- 1996 - Nicklebag - 12 Hits & A Bump
- 1996 - Narada Michael Walden - Ecstasy's Dance:The Best of Narada
- 1996 - Billy Squier - Reach for the Sky, the Anthology
- 1995 - Jean-Paul Bourelly - Tribute to Jimi
- 1995 - Curtis Stigers - Time Was
- 1995 - Gabrielle Roth - Tongues
- 1995 - American Babylon
- 1995 - Stevie Salas Colorcode - All that ... and born to mack - live au Japon (Japan release)
- 1994 - Stevie Salas Colorcode - Back from the living
- 1994 - Uptown Horns - Uptown Horns Revue
- 1994 - Gabrielle Roth - Luna
- 1994 - Big Bang - In the Beginning Was a Dr
- 1993 - Massimo Riva - Matti come tutti
- 1993 - hide - Hide your face
- 1993 - Stevie Salas - presents the electric Pow Wow (Japan release)
- 1993 - John Andrew Parks
- 1993 - Steve Vai - Sex & Religion
- 1993 - Taylor Dayne - Send Me a Lover
- 1993 - Billy Joel - River of Dreams
- 1993 - Gabrielle Roth - Trance
- 1993 - Joe Cocker - Best of Joe Cocker
- 1992 - Taylor Dayne - Soul Dancing
- 1992 - Joe Cocker - Night Calls
- 1991 - Two Rooms - Celebrating the Songs of
- 1991 - Tina Turner - Simply the Best
- 1991 - Curtis Stigers - Curtis Stigers
- 1990 - Joe Cocker - Live!
- 1990 - Darlene Love - Paint Another Picture
- 1989 - Very Special Christmas - Very Special Christmas
- 1989 - Tina Turner - Foreign Affair
- 1989 - Cyndi Lauper - Night to Remember
- 1989 - Taylor Dayne - Can't Fight Fate
- 1989 - Joe Cocker - One Night of Sin
- 1987 - Little Steven and the Disciples of soul - Freedom - no compromise
- 1987 - Joe Cocker - Unchain My Heart
- 1987 - Nona Hendryx - Female Trouble (co-écrit "Funky Land", B-side single)
- 1986 - Pretenders - Get Close
- 1986 - James Brown - Gravity
- 1986 - Gregory Abbott - Shake You Down
- 1986 - Billy Squier - Enough Is Enough
- 1986 - Lovebug Starski - House Rocker
- 1983 - Tramaine - Search Is Over
- 1983 - Gary Private - Secret Love
- 1982 - Yoshiaki MASUO - Mellow Focus
- 1980 - David Sancious - Just As I Thought
- 1980 - Yoshiaki MASUO - Masuo Live
- 1980 - Yoshiaki MASUO - Song is You and Me
- 1979 - Narada Michael Walden - Dance of Life (co-écrit le hit single I shoulda loved ya)
- 1979 - Yoshiaki MASUO - Good Morning
- 1979 - Yoshiaki MASUO - Sunshine Avenue
- 1978 - Yoshiaki MASUO - Sailing Wonder